# Uroleucon monticola
Uroleucon monticola är en insektsart. Uroleucon monticola ingår i släktet Uroleucon och familjen långrörsbladlöss. Inga underarter finns listade i Catalogue of Life.